# Graham Holdings
Graham Holdings Company, anciennement The Washington Post Company (NYSE : WPO) est une entreprise américaine. Elle détenait entre autres le journal The Washington Post, le magazine Newsweek et depuis septembre 2009 Foreign Policy.